# 崇觉寺铁塔
崇觉寺铁塔位于中国山东省济宁市任城区济宁博物馆内（原铁塔寺街铁塔寺），1988年被列为第三批全国重点文物保护单位。
铁塔寺原名崇觉寺，始建于北齐皇建元年（560年），历代均有重修。北宋崇宁四年（1105年）建铁塔，当时建塔没有铸顶，明万历九年（1581年）增建塔身二级和鎏金塔刹，全塔告成。铁塔为楼阁式，八角九级，通高23.8米，下部为砖砌八角形基座。
- 铁塔与声远楼
- 铁塔与声远楼
- 铁塔
- 铁塔
- 铁塔
- 铁塔与声远楼
- 声远楼
- 声远楼